# Юзу
Юзу (на латински: Citrus junos, на японски: ユズ или 柚子) е вид азиатски екзотичен цитрусов плод от семейство Седефчеви (Rutaceae). Юзу е хибрид между лимон (C. limon) и мандарина (C. reticulata).

## Разпространение
Видът е отглеждан в Япония и Китай.